# Open Network Computing Remote Procedure Call
O Open Network Computing Remote Procedure Call (frequentemente abreviado para ONC RPC; ou ainda, Sun ONC e Sun RPC) é um sistema de chamada de procedimento remoto, desenvolvido originalmente pela Sun Microsystems como parte do projeto Network File System.
O sistema é baseado nas convenções de chamada usadas em Unix e em C. Ele serializa os dados usando a linguagem de descrição de interface XDR, que também é usado para codificar e decodificar dados em arquivos que são acessados em mais de uma plataforma. A transmissão do XDR é feita através de UDP ou TCP. O acesso aos serviços de uma máquina é feito através de um mapeador de portas que aguarda requisições em portas conhecidas.
Existem implementações do ONC RPC na maioria dos sistemas Unix-like. Já a Microsoft fornece uma implementação para Windows como parte do Microsoft Windows Services for UNIX; mas também diversas implementações externas para Windows doutros fornecedores.
O ONC RPC é descrito no RFC 1831, e os mecanismos de autenticação usados pelo sistema são descritos em RFC 2695, RFC 2203 e RFC 2623.